# 飯塚俊之
飯塚 俊之（いいつか としゆき、1965年〈昭和40年〉10月4日 - ）は、日本の政治家。島根県出雲市長（2期）。元出雲市議会議員（3期）。

## 経歴
島根県立平田高等学校、明治大学卒業後日本青年会議所島根ブロック協議会会長、有限会社飯塚豊市商店代表取締役を歴任。
2009年の出雲市議会議員選挙に立候補し、以後三期当選。
2021年、長岡秀人の引退表明を受け出雲市長選挙に立候補。自民党、公明党の推薦を受け当選した。
2025年、無投票で再選。